# Injil
Injil ou ingil (em árabe: :إنجيل, translit. إنجيل, lit. 'ʾInjīl') é o termo árabe para aquele que os Muçulmanos acreditam ser o Evangelho original de Jesus. O injul é um dos quatro livros sagrados do islamismo que o Alcorão indica terem sido revelados por Deus, sendo os restantes o Zabur, a Torá e o Alcorão. A palavra deriva do grego Εὐαγγέλιον (euangelion), o que significa "boas novas". O termo também é usado para denominar os Evangelhos pelos cristãos árabes (por exemplo, em árabe: إنجيل يوحنا ʾInǧīl Yūḥannā  designa o Evangelho de João). Os muçulmanos acreditam que a mensagem do Evangelho original foi sendo modificada ao longo do tempo e substituída por ensinamentos falsos.